# جبهة النضال الشعبي الفلسطيني (1991)
جبهة النضال الشعبي الفلسطيني هي فصيل سياسي فلسطيني بقيادة خالد عبد المجيد. ظهرت المجموعة في عام 1991، كانقسام عن جبهة النضال الشعبي الفلسطيني الأصلية. وقد ثار عبد المجيد ضد قرار زعيم جبهة النضال الشعبي الفلسطيني سمير غوشة بقبول اتفاقيات أوسلو وتشكيل السلطة الوطنية الفلسطينية.
تعمل جبهة النضال الشعبي الفلسطيني في المنفى في دمشق، سوريا. وهي تلعب دوراً لا يكاد يذكر في السياسة الفلسطينية السائدة، وغالباً ما ينظر إليها على أنه تسيطر عليها الحكومة السورية. المجموعة خارج منظمة التحرير الفلسطينية، لكنها تشارك في القوى الوطنية والإسلامية وتحالف القوى الفلسطينية.
أطلقت المجموعة جناحا مسلحا، هو كتائب الجهاد الشعبي الفلسطيني، في قطاع غزة في يوليو 2008. في أكتوبر 2008، أعلنت المجموعة نفسها كجزء من تحالف مع ألوية الناصر وحركة الأحرار الفلسطينية.
وقد شاركت في الحرب الأهلية السورية إلى جانب الحكومة، وقاتلت ضد المعارضة السورية في حصار الغوطة الشرقية، ومعركة مخيم اليرموك (2015)، وهجوم جنوب دمشق (أبريل–مايو 2018)، ومعارك أخرى.

## وصلات خارجية
- موقع جبهة النضال الشعبي الفلسطيني (فصيل عبد المجيد)